# مینزیتاروو
مینزیتاروو (انگلیسی: Minzitarovo) یک شهرک در شهرستان ایگلینسکی استان باشقیرستان کشور روسیه است.